# Синельниківська міська рада
Сине́льниківська міська́ ра́да — адміністративно-територіальна одиниця та орган місцевого самоврядування у Дніпропетровській області. Адміністративний центр — місто обласного значення Синельникове.

## Загальні відомості
- Територія ради: 23 км²
- Населення ради: 31 429 осіб (станом на 1 серпня 2015 року)[1]

## Населені пункти
Міській раді підпорядковані населені пункти:
- м. Синельникове

## Склад ради
Рада складається з 40 депутатів та голови.
- Голова ради: Зражевський Дмитро Іванович
- Секретар ради: Заіка Олена Володимирівна

### Керівний склад попередніх скликань
| ПІБ                          | Основні відомості                                                                         | Дата обрання | Дата звільнення |
| ---------------------------- | ----------------------------------------------------------------------------------------- | ------------ | --------------- |
| Матвєєв Анатолій Миколайович | Міський голова, 1950 року народження, безпартійний                                        | 26.03.2006   | 31.10.2010      |
| Зражевський Дмитро Іванович  | Міський голова, 1971 року народження, освіта вища, член Партії регіонів                   | 31.10.2010   | 25.10.2015      |
| Зражевський Дмитро Іванович  | Міський голова, 1971 року народження, освіта вища, безпартійний, від партії «Відродження» | 25.10.2015   |                 |

Примітка: таблиця складена за даними сайту Верховної Ради України та ЦВК

### Депутати VII скликання
За результатами місцевих виборів 2015 року:
- Кількісний склад ради: 34
- Кількість обраних: 33
- Кількість мандатів, що залишаються вакантними: 1

#### За суб'єктами висування
| Суб'єкт висування                                          | Кількість обраних депутатів | %     |
| ---------------------------------------------------------- | --------------------------- | ----- |
| Партія «Відродження»                                       | 11                          | 32.35 |
| Політична партія «Опозиційний блок»                        | 9                           | 26.47 |
| Політична партія Всеукраїнське об'єднання «Батьківщина»    | 4                           | 11.76 |
| Політична партія «Українське Об'єднання патріотів — УКРОП» | 4                           | 11.76 |
| Партія Блок Петра Порошенка «Солідарність»                 | 3                           | 8.82  |
| Радикальна партія Олега Ляшка                              | 2                           | 5.88  |

#### За округами
| № округу                                                   | Прізвище, ім'я, по батькові        | Дата нар.  | Освіта              | Партійна приналежність                                           | Відомості |
| ---------------------------------------------------------- | ---------------------------------- | ---------- | ------------------- | ---------------------------------------------------------------- | --- |
| Партія «Відродження»                                       |                                    |            |                     |                                                                  | |
| 3                                                          | Барановський Володимир Миколайович | 20.02.1955 | вища                | член Партії «Відродження»                                        | Комунальний заклад Синельниківська центральна районна лікарня Дніпропетровської обласної Ради, лікар акушер-гінеколог акушерського відділення                              |
| 18                                                         | Солонина Наталія Євгеніївна        | 08.03.1984 | вища                | член Партії «Відродження»                                        | тимчасово не працює |
| 17                                                         | Брісканкін Владислав Юрійович      | 15.09.1991 | вища                | член Партії «Відродження»                                        | Товариство зобмеженою відповідальністю «Зернопром-Агро», юрист |
| 19                                                         | Стрельченко Наталія Володимирівна  | 22.10.1978 | вища                | член Партії «Відродження»                                        | Фармацевтична компанія, медичний представник |
| 27                                                         | Дунаєв Володимир Валерійович       | 05.12.1966 | вища                | член Партії «Відродження»                                        | Приватний підприємець |
| 29                                                         | Заіка Олена Володимирівна          | 15.03.1977 | вища                | член Партії «Відродження»                                        | Виконавчий комітет Синельниківської міської ради, начальник відділу організаційно-кадрової роботи                                                                          |
| 21                                                         | Сітало Андрій Миколайович          | 04.09.1976 | вища                | член Партії «Відродження»                                        | Відокремлений структурний підрозділ Державного підприємства «Придніпровська залізниця» Локомотивне депо Синельникове, начальник депо                                       |
| 6                                                          | Самусенко Микола Федорович         | 29.11.1959 | вища                | безпартійний                                                     | тимчасово не працює |
| 24                                                         | Дяченко Тетяна Володимирівна       | 10.07.1975 | вища                | член Партії «Відродження»                                        | Дошкільний навчальний заклад № 8 «Лісова казка» Синельник, завідувачка |
| 7                                                          | Чардимов Юрій Геннадійович         | 07.02.1973 | вища                | член Партії «Відродження»                                        | Відокремлений структурний підрозділ Державного підприємства "Придніпровська залізниця " «Колійний ремонтно-механічний завод», директор                                     |
| 15                                                         | Чубур Іван Іванович                | 09.02.1950 | професійно-технічна | член Партії «Відродження»                                        | пенсіонер |
| Політична Партія «Опозиційний блок»                        |                                    |            |                     |                                                                  | |
| пк                                                         | Мазур Сергій Валерійович           | 09.11.1973 | вища                | член Політичної Партії «Опозиційний блок»                        | ТОВ «Сігма-Інвест», директор |
| 32                                                         | Задорожній Роман Олегович          | 07.10.1988 | вища                | член Політичної Партії «Опозиційний блок»                        | тимчасово не працює |
| 10                                                         | Бусурманова Світлана Миколаївна    | 19.10.1974 | вища                | безпартійна                                                      | Синельниківське міськрайонне управління юстиції, державний реєстратор |
| 33                                                         | Романовських Андрій Аркадійович    | 22.05.1977 | вища                | член Політичної Партії «Опозиційний блок»                        | СМКП «Водоканал», начальник відділу збуту |
| 4                                                          | Бондарь Марина Володимирівна       | 15.03.1977 | вища                | безпартійна                                                      | СМКП «ЖЕК-1», економіст |
| 8                                                          | Монич Михайло Юрійович             | 01.04.1960 | вища                | безпартійний                                                     | Приватний нотаріус |
| 2                                                          | Червяков Іван Миколайович          | 01.04.1991 | вища                | член Політичної Партії «Опозиційний блок»                        | Приватний підприємець |
| 26                                                         | Рудь Олександр Володимирович       | 11.02.1975 | вища                | безпартійний                                                     | ТОВ «Альфа-Трейд-М», директор |
| 22                                                         | Демиденко Михайло Володимирович    | 20.12.1985 | вища                | член Політичної Партії «Опозиційний блок»                        | Синельниківська районна ветеринарна лікарня, провідний лікар-епізоотолог                                                                                                   |
| політична партія Всеукраїнське об'єднання «Батьківщина»    |                                    |            |                     |                                                                  | |
| пк                                                         | Петрукович Іван Іванович           | 18.01.1959 | вища                | член політичної партії Всеукраїнське об'єднання «Батьківщина»    | Управління Пенсійного фонду України в м. Синельниковому та Синельниківському районі, завідувач господарства адміністративно-господарчого відділу                           |
| 20                                                         | Бутліменко Віктор Григорович       | 10.06.1952 | вища                | член політичної партії Всеукраїнське об'єднання «Батьківщина»    | пенсіонер |
| 30                                                         | Дрозденко Сергій Миколайович       | 29.03.1959 | вища                | член політичної партії Всеукраїнське об'єднання «Батьківщина»    | Синельниківське міське комунальне підприємство «Житлово — експлуатаційна контора № 2», головний інженер                                                                    |
| 26                                                         | Литвин Євгеній Васильович          | 15.01.1972 | вища                | член політичної партії Всеукраїнське об'єднання «Батьківщина»    | Синельниківська районна державна адміністрація, інспектор |
| ПОЛІТИЧНА ПАРТІЯ «УКРАЇНСЬКЕ ОБ'ЄДНАННЯ ПАТРІОТІВ — УКРОП» |                                    |            |                     |                                                                  | |
| пк                                                         | Ванжа Микола Федорович             | 10.12.1950 | вища                | член ПОЛІТИЧНОЇ ПАРТІЇ «УКРАЇНСЬКЕ ОБ'ЄДНАННЯ ПАТРІОТІВ — УКРОП» | пенсіонер |
| 8                                                          | Захарова Олена Леонідівна          | 28.02.1969 | вища                | безпартійна                                                      | Управління праці та соціального захисту населення Синельниківської міської ради, начальник управління праці та соціального захисту населення Синельниківської міської ради |
| 28                                                         | Квач Василь Васильович             | 15.01.1980 | вища                | член ПОЛІТИЧНОЇ ПАРТІЇ «УКРАЇНСЬКЕ ОБ'ЄДНАННЯ ПАТРІОТІВ — УКРОП» | ДП "Придніпровська залізниця" Дніпропетровська дирекція залізничних перевезень, юрисконсульт                                                                               |
| 34                                                         | Шибко Інна Валеріївна              | 14.09.1974 | вища                | член ПОЛІТИЧНОЇ ПАРТІЇ «УКРАЇНСЬКЕ ОБ'ЄДНАННЯ ПАТРІОТІВ — УКРОП» | Фізична особа-підприємець |
| ПАРТІЯ "БЛОК ПЕТРА ПОРОШЕНКА «СОЛІДАРНІСТЬ»                |                                    |            |                     |                                                                  | |
| пк                                                         | Турченюк Сергій Леонідович         | 18.03.1966 | вища                | член ПАРТІЇ "БЛОК ПЕТРА ПОРОШЕНКА «СОЛІДАРНІСТЬ»                 | Пенсійний фонд України в м. Синельникове та Синельниківському районі, начальник управління                                                                                 |
| 13                                                         | Верченко Наталія Володимирівна     | 30.10.1975 | вища                | безпартійна                                                      | Пенсійний фонд України в м. Синельникове та Синельниківському районі, заступник начальника управління                                                                      |
| 1                                                          | Сиромятніков Дмитро Юрійович       | 19.08.1979 | вища                | член ПАРТІЇ "БЛОК ПЕТРА ПОРОШЕНКА «СОЛІДАРНІСТЬ»                 | ЧП"ДОН", заступник директора |
| Радикальна партія Олега Ляшка                              |                                    |            |                     |                                                                  | |
| пк                                                         | Скворцов Віталій Олександрович     | 08.08.1968 | вища                | член Радикальної партії Олега Ляшка                              | Помічник-консультант народного депутата України Рибалки С. В. |
| 15                                                         | Захаров Олег Володимирович         | 22.01.1972 | вища                | безпартійний                                                     | ТОВ "Спеціалізована установа «Військові меморіали», директор |

### Депутати VI скликання
За результатами місцевих виборів 2010 року депутатами ради стали:

#### За суб'єктами висування
| Суб'єкт висування                                       | Кількість обраних депутатів | %    |
| ------------------------------------------------------- | --------------------------- | ---- |
| Партія регіонів                                         | 28                          | 70   |
| Політична партія «Україна Майбутнього»                  | 5                           | 12,5 |
| Комуністична партія України                             | 2                           | 5    |
| Політична партія Всеукраїнське об'єднання «Батьківщина» | 2                           | 5    |
| Політична партія «Сильна Україна»                       | 2                           | 5    |
| Політична партія «Фронт Змін»                           | 1                           | 2,5  |

#### За округами
| № округу                                                | Прізвище, ім'я, по батькові        | Дата визнання обраним | Освіта  | Партійна приналежність                        | Відомості про обраного депутата                                                                         |
| ------------------------------------------------------- | ---------------------------------- | --------------------- | ------- | --------------------------------------------- | --- |
| Комуністична партія України                             |                                    |                       |         |                                               | |
| б/м                                                     | Саратова Наталія Василівна         | 04.11.2010            | вища    | член Комуністичної партії України             | загальноосвітня середня школа № 1, вчитель                                                              |
| б/м                                                     | Яценко Валентина Всеволодівна      | 04.11.2010            | вища    | позапартійна                                  | Дніпропетровська державна консерваторія, викладач по класу бандури                                      |
| Партія регіонів                                         |                                    |                       |         |                                               | |
| б/м                                                     | Вєрченко Олександр Олександрович   | 04.11.2010            | середня | член Партії регіонів                          | Синельниківська районна державна адміністрація, заступник голови                                        |
| б/м                                                     | Солонина Наталія Євгеніївна        | 04.11.2010            | вища    | член Партії регіонів                          | громадська приймальня Синельниківської міської організації Партії регіонів, завідувачка                 |
| б/м                                                     | Штишенко Вадим Євгенійович         | 04.11.2010            | вища    | член Партії регіонів                          | Західно-Донбаський відділ охорони навколищного природного середовища, начальник                         |
| б/м                                                     | Чорнобай Володимир Дмитрович       | 04.11.2010            | вища    | член Партії регіонів                          | філія кампании «Фуршет», директор                                                                       |
| б/м                                                     | Вєрченко Олександр Васильович      | 04.11.2010            | вища    | член Партії регіонів                          | пенсіонер                                                                                               |
| б/м                                                     | Мелікян Гарік Альбертович          | 04.11.2010            | вища    | член Партії регіонів                          | приватне підприємство «Симаз», директор                                                                 |
| б/м                                                     | Зеленський Сергій Олександрович    | 04.11.2010            | вища    | член Партії регіонів                          | приватний підприємець                                                                                   |
| б/м                                                     | Аракелов Саркіс Сергійович         | 04.11.2010            | вища    | член Партії регіонів                          | приватний підприємець                                                                                   |
| б/м                                                     | Вацький Вадим Геннадійович         | 04.11.2010            | середня | член Партії регіонів                          | ВАТ «Стеклогруп», директор                                                                              |
| б/м                                                     | Юрченко Віталій Віталійович        | 04.11.2010            | середня | член Партії регіонів                          | приватний підприємець                                                                                   |
| 1                                                       | Сагуйченко Дмитро Юрійович         | 04.11.2010            | вища    | член Партії регіонів                          | ТОВ «Технодім — Інвест», директор                                                                       |
| 2                                                       | Кравець Олександр Григорович       | 04.11.2010            | вища    | член Партії регіонів                          | тимчасово не працює                                                                                     |
| 4                                                       | Жук Олег Миколайович               | 04.11.2010            | вища    | член Партії регіонів                          | приватний підприємець                                                                                   |
| 6                                                       | Кучерук Тетяна Георгіївна          | 04.11.2010            | вища    | член Партії регіонів                          | відділ освіти Синельниківської міської ради, начальник                                                  |
| 7                                                       | Мисова Олена Іванівна              | 04.11.2010            | вища    | член Партії регіонів                          | станція Синельникове — 1 Придніпровської залізниці, начальник вокзалу                                   |
| 8                                                       | Турченюк Сергій Леонідович         | 04.11.2010            | вища    | член Партії регіонів                          | управління пенсійного фонду в м. Синельникове, начальник                                                |
| 9                                                       | Кравчина Леонід Миколайович        | 04.11.2010            | вища    | член Партії регіонів                          | ДЗ Вузлова лікарня на станції Синельникове — 2 ДП Придніпровська залізниця, головний лікар              |
| 10                                                      | Шаркевич Григорій Ілліч            | 04.11.2010            | вища    | член Партії регіонів                          | ТОВ «Синельниківський райагробуд», директор                                                             |
| 11                                                      | Солонина Андрій Леонідович         | 04.11.2010            | вища    | член Партії регіонів                          | Синельниківська районна державна адміністрація, державний реєстратор                                    |
| 12                                                      | Черних Олег Олександрович          | 04.11.2010            | вища    | член Партії регіонів                          | приватний підприємець                                                                                   |
| 13                                                      | Сітало Андрій Миколайович          | 04.11.2010            | вища    | член Партії регіонів                          | Синельниківське вагонне пасажирське депо, головний інженер                                              |
| 14                                                      | Солом'яний Олег Валентинович       | 04.11.2010            | вища    | член Партії регіонів                          | локомотивне депо Синельникове, головний інженер                                                         |
| 15                                                      | Заякін Костянтин Миколайович       | 04.11.2010            | вища    | член Партії регіонів                          | Синельниківське міське підприємство «Виробниче об'єднання житлово-комунального господарства», начальник |
| 16                                                      | Журавльов Віталій Олексійович      | 04.11.2010            | вища    | член Партії регіонів                          | Синельниківський відбудовний потяг № 10, начальник                                                      |
| 17                                                      | Кірко Лідія Олексіївна             | 04.11.2010            | вища    | член Партії регіонів                          | загальноосвітній навчальний заклад № 6, директор                                                        |
| 18                                                      | Сидоренко Олександр Васильович     | 04.11.2010            | вища    | член Партії регіонів                          | Стоматологічна поліклініка Синельниківської ЦРЛ, завідувач                                              |
| 19                                                      | Вісіч Володимир Васильович         | 04.11.2010            | вища    | член Партії регіонів                          | управління житлово-комунального господарства та комунальної власності, начальник                        |
| 20                                                      | Ткаченко Віталій Миколайович       | 04.11.2010            | вища    | член Партії регіонів                          | Синельниківська міська рада, заступник міського голови                                                  |
| Політична партія Всеукраїнське об'єднання «Батьківщина» |                                    |                       |         |                                               | |
| б/м                                                     | Горбатенко Людмила Григорівна      | 04.11.2010            | вища    | член Всеукраїнського об'єднання «Батьківщина» | пенсіонер                                                                                               |
| б/м                                                     | Купрін Василь Вікторович           | 04.11.2010            | вища    | член Всеукраїнського об'єднання «Батьківщина» | пенсіонер                                                                                               |
| Політична партія «Сильна Україна»                       |                                    |                       |         |                                               | |
| б/м                                                     | Левенець Микола Петрович           | 04.11.2010            | вища    | член Політичної партії «Сильна Україна»       | приватний підприємець                                                                                   |
| б/м                                                     | Журавель Лілія Іванівна            | 04.11.2010            | вища    | член Політичної партії «Сильна Україна»       | виконавчий комітет Синельниківської міської ради, начальник відділу організаційно-кадрової роботи       |
| Політична партія «Україна Майбутнього»                  |                                    |                       |         |                                               | |
| б/м                                                     | Скворцов Віталій Олександрович     | 04.11.2010            | вища    | позапартійний                                 | Державна екологічна інспекція в Київській області, заступник начальника                                 |
| б/м                                                     | Шалахманова Надія Іванівна         | 04.11.2010            | середня | позапартійна                                  | пенсіонер                                                                                               |
| б/м                                                     | Ткачов Станіслав Володимирович     | 04.11.2010            | вища    | позапартійний                                 | Синельниківська регіональна незалежна газета «Берег Надій», головний редактор                           |
| 3                                                       | Барановський Володимир Миколайович | 04.11.2010            | вища    | позапартійний                                 | Синельниківська ЦРЛ, лікар акушер-гінеколог                                                             |
| 5                                                       | Шекерська Олена Леонідівна         | 04.11.2010            | вища    | позапартійна                                  | управління праці та соціального захисту населення Синельниківської міської ради, начальник              |
| Політична партія «Фронт Змін»                           |                                    |                       |         |                                               | |
| б/м                                                     | Вишневецький Руслан Юрійович       | 04.11.2010            | вища    | член Політичної партії «Фронт Змін»           | ТОВ «Служба Безпеки» Альянс-Гарант, директор                                                            |